# Kájuc
Kájuc (románul: Căiuți) település Romániában, Moldvában, Bákó megyében.

## Fekvése
A Kájuc patak (románul: Căiuți) mellett fekvő település.

## Leírása
A 2001-es népszámlálási adatok szerint 5414 lakosa volt, 2002-ben pedig 5416 lakost számoltak itt össze.